# Garda, Verona
Garda är en ort och kommun i provinsen Verona i regionen Veneto i Italien. Kommunen hade 4 116 invånare (2018).